# Štefan Kvietik
Štefan Kvietik (10. května 1934 Dolné Plachtince, Československo – 21. března 2025 Slovensko) byl slovenský herec, divadelní pedagog a politik.

## Biografie
Vystudoval herectví na VŠMU v Bratislavě, po absolutoriu školy působil nejprve v Armádním divadle v Martině. Od roku 1959 je členem činohry Slovenského národního divadla v Bratislavě. Od roku 1984 působí také jako pedagog na VŠMU.
Ve volbách roku 1990 byl zvolen za Slovenskou národní stranu do Slovenské národní rady. Opětovně byl do SNR za SNS zvolen ve volbách roku 1992 a po její transformaci na Národní radu Slovenské republiky v ní zasedal do roku 1994.
Jeho vnukem je herec Matúš Kvietik.
U příležitosti svých devadesátin byl oceněn Mimořádnou Cenou Matice slovenské za celoživotní přínos pro slovenskou filmovou kulturu.

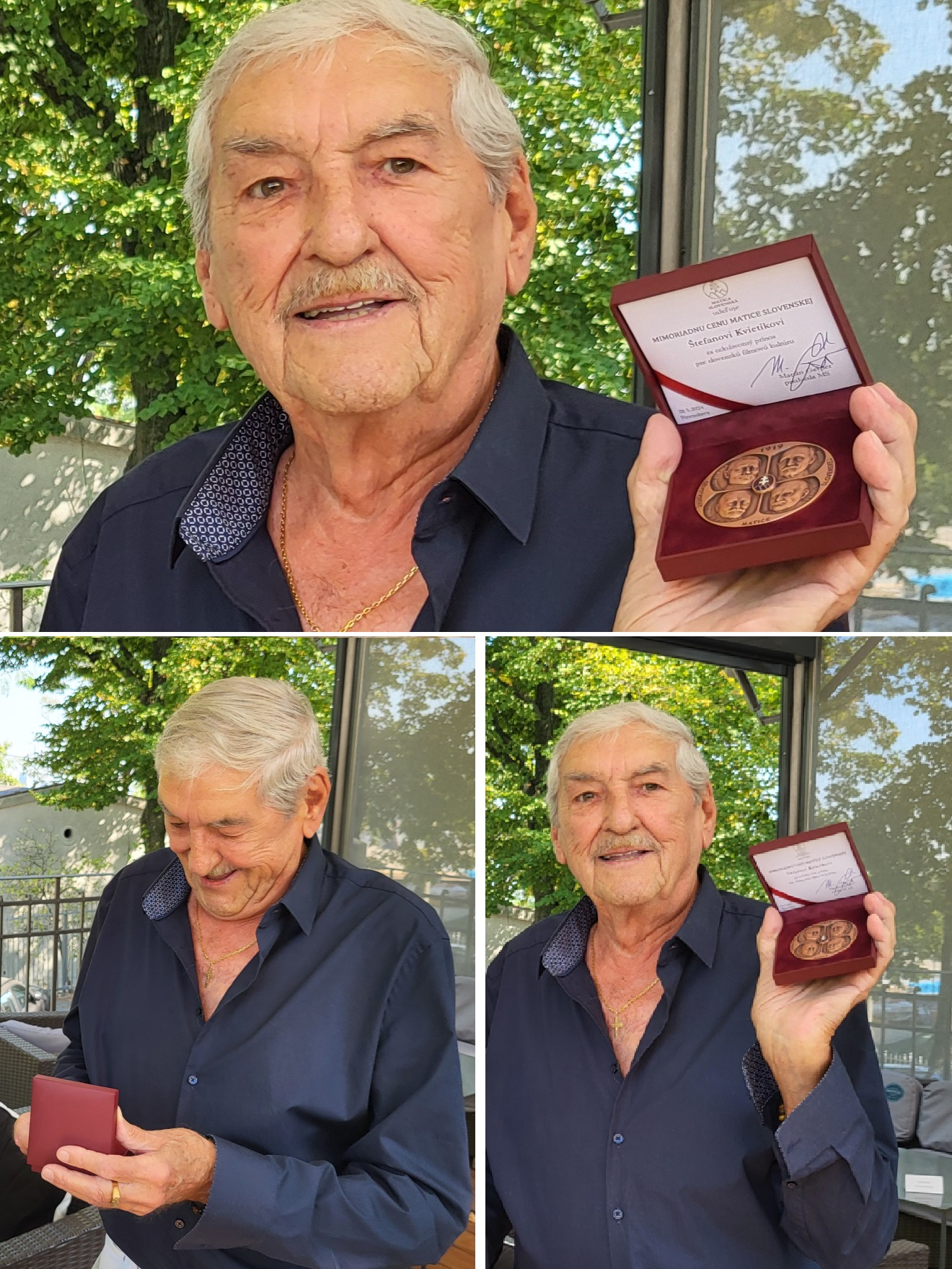
Štefan Kvietik s cenou Matice slovenské za celoživotní přínos slovenské filmové kultuře

Zemřel 21. března 2025 ve věku 90 let.

## Filmografie
- 1960 Na pochodu se vždy nezpívá (Kadarka)
- 1960 Muži v ofsajdu (por. SNB)
- 1961 Vždy možno začít (Majer)
- 1962 Boxer a smrt (Komínek)
- 1962 Havraní cesta (Matúš)
- 1963 Tvář v okně (MUDr. Mokoš)
- 1964 Případ pro obhájce (obhájce Kolár)
- 1966 Jeden den pro starou paní (Ivan)
- 1966 Mistr kat (Richardus)
- 1966 Romance pro křídlovku (Viktor)
- 1967 Volání démonů (Kučera)
- 1968 Není jiné cesty (Ľudovít Štúr)
- 1970 Měděná věž (Pirin)
- 1972 Oáza (seržant)
- 1973 Hřích Kateřiny Padychové (Michal Valenčík)
- 1973 Případ krásné neřestnice (dr. Strelka)
- 1973 Skrytý pramen (tovaryš Kryštof)
- 1973 Známost sestry Aleny (Karel)
- 1974 Den, který neumře (Matúš Siroň)
- 1974 Kdo odchází v dešti… (Martin Jozefko)
- 1974 Sokolovo (Špígl)
- 1974 Velká noc a velký den (Hallermund)
- 1975 Šeptající fantóm (dr. Hronec)
- 1976 Červené víno (Urban Habdža)
- 1976 Teketória (Okolky), režie Gyula Maár, Maďarsko
- 1976 Vojáci svobody (Miloš)
- 1978 Ne (Garaj)
- 1978 Sníh pod nohama
- 1979 Choď a nelúč sa (plk. Markus)
- 1982 Za humny je drak (uhlíř Patočka)
- 1983 Tisícročná včela (Samo Pichanda)
- 1983 Mrtví učí živé (MUDr. Stropko)
- 1983 Záchvěv strachu (Antoš)
- 1987 Úsměv ďábla (režisér)
- 1989 Sedím na konári a je mi dobre (kapitán Kornet)
- 1997 Tábor padlých žen (velitel tábora)